# فرودگاه ابوعلی
فرودگاه ابوعلی (به انگلیسی: Abu Ali Airport) یک فرودگاه خصوصی است که یک باند فرود آسفالت دارد و طول باند آن ۱۵۱۰ متر است. این فرودگاه در شهر الجبیل کشور عربستان سعودی قرار دارد و در ارتفاع ۱ متری از سطح دریا واقع شده‌است.